# Жас казах (организация)
«Жас казах» (каз. «Жасқазақ» — «Молодой казах») — организация казахской молодёжи, созданная после Февральской революции в городе Акмола (ныне Астана) в 1917 году. Придерживалась социалистического курса.
В состав организации входило 50 человек, среди которых Б. Адилов, Б. Серикбаев, Б. Айбасов, А. Асылбеков. Председатель — Сакен Сейфуллин. Целью организации провозглашались просвещение молодёжи и вовлечение её в политическую деятельность.
«Жас казах» поддержал Октябрьскую революцию и установление Советской власти в Казахстане. Некоторые члены организации вошли в состав Акмолинского уездного казахского комитета. На Всеказахском съезде молодёжи, прошедшем 5—13 мая 1918 года в Омске, делегатами от «Жас казах» были Абдолла Асылбеков и Смагул Садвакасов. Сведений о деятельности организации после съезда нет.